# Zapasy na Letnich Igrzyskach Olimpijskich 1960 – kategoria do 73 kg w stylu wolnym
Zmagania mężczyzn do 73 kg to jedna z ośmiu męskich konkurencji w zapasach w stylu wolnym rozgrywanych podczas Letnich Igrzysk Olimpijskich 1960. Pojedynki w tej kategorii wagowej odbyły się w dniach 1 – 6 września.
Punktacja opierała się na systemie "złych punktów karnych". Zwycięzca otrzymywał zero punktów za wygraną przez "tusz" (łopatki), a jeden punkt za wygraną na punkty. Dwa punkty przyznawano zawodnikom za remis. Za porażkę na punkty zawodnik otrzymywał trzy punkty, a za przegraną na łopatki przyznawano 4 punkty karne. Uzyskanie sześciu lub więcej punktów eliminowało zapaśnika z turnieju. Najlepsza trójka walczyła w rundzie finałowej.

## Klasyfikacja[1]
| Pozycja | Nazwisko             | Kraj              |
| ------- | -------------------- | ----------------- |
| 1       | Douglas Blubaugh     | Stany Zjednoczone |
| 2       | İsmail Ogan          | Turcja            |
| 3       | Muhammad Bashir      | Pakistan          |
| 4       | Gaetano De Vescovi   | Włochy            |
| 4       | Emam Ali Habibi      | Iran              |
| 4       | Yutaka Kaneko        | Japonia           |
| 7       | Coenraad de Villiers | ZPA               |
| 8       | Åke Carlsson         | Szwecja           |
| 9       | Karl Bruggmann       | Szwajcaria        |
| 9       | Martin Heinze        | Niemcy            |
| 11      | Wachtang Balawadze   | ZSRR              |
| 11      | Musa Kazanow         | Bułgaria          |
| 13      | Kurt Boese           | Kanada            |
| 14      | Juan Rolón           | Argentyna         |
| 14      | Udey Chand           | Indie             |
| 16      | Peter Amey           | Wielka Brytania   |
| 17      | Sultan Mohammad Dost | Afganistan        |
| 17      | Joe Feeney           | Irlandia          |
| 19      | Franz Berger         | Austria           |
| 19      | Juan Flores          | Meksyk            |
| 21      | Choi Myeong-jong     | Korea Południowa  |
| 21      | Robert Clark         | Australia         |
| 23      | Veikko Rantanen      | Finlandia         |

## Wyniki

### Pierwsza runda[2]
| Zwycięzca            | Punkty karne | Wynik     | Przegrany            | Punkty karne |
| -------------------- | ------------ | --------- | -------------------- | ------------ |
| İsmail Ogan          | 1            | Na punkty | Wachtang Balawadze   | 3            |
| Udey Chand           | 1            | Na punkty | Joe Feeney           | 3            |
| Yutaka Kaneko        | 0            | Łopatki   | Musa Kazanow         | 4            |
| Coenraad de Villiers | 1            | Na punkty | Franz Berger         | 3            |
| Gaetano De Vescovi   | 1            | Na punkty | Juan Flores          | 3            |
| Emam Ali Habibi      | 0            | Łopatki   | Choi Myeong-jong     | 4            |
| Åke Carlsson         | 1            | Na punkty | Veikko Rantanen      | 3            |
| Muhammad Bashir      | 0            | Łopatki   | Peter Amey           | 4            |
| Juan Rolón           | 1            | Na punkty | Sultan Mohammad Dost | 3            |
| Douglas Blubaugh     | 0            | Łopatki   | Kurt Boese           | 4            |
| Karl Bruggmann       | 0            | Łopatki   | Robert Clark         | 4            |
| Martin Heinze        | 0            | Bez walki |                      |              |

### Druga runda[3]
| Zwycięzca            | Punkty karne | Wynik       | Przegrany            | Punkty karne |
| -------------------- | ------------ | ----------- | -------------------- | ------------ |
| İsmail Ogan          | 2            | Na punkty   | Martin Heinze        | 3            |
| Wachtang Balawadze   | 4            | Na punkty   | Udey Chand           | 4            |
| Musa Kazanow         | 5            | Na punkty   | Joe Feeney           | 6            |
| Yutaka Kaneko        | 0            | Łopatki     | Franz Berger         | 7            |
| Coenraad de Villiers | 1            | Łopatki     | Juan Flores          | 7            |
| Emam Ali Habibi      | 1            | Na punkty   | Åke Carlsson         | 4            |
| Gaetano De Vescovi   | 1            | Łopatki     | Choi Myeong-jong     | 8            |
| Muhammad Bashir      | 1            | Na punkty   | Juan Rolón           | 4            |
| Peter Amey           | 5            | Na punkty   | Sultan Mohammad Dost | 6            |
| Douglas Blubaugh     | 0            | Łopatki     | Karl Bruggmann       | 4            |
| Kurt Boese           | 4            | Łopatki     | Robert Clark         | 8            |
|                      |              | Wycofał się | Veikko Rantanen      | 8            |

### Trzecia runda[4]
| Zwycięzca          | Punkty karne | Wynik     | Przegrany            | Punkty karne |
| ------------------ | ------------ | --------- | -------------------- | ------------ |
| Martin Heinze      | 5            | Remis     | Wachtang Balawadze   | 6            |
| İsmail Ogan        | 2            | Łopatki   | Udey Chand           | 8            |
| Musa Kazanow       | 6            | Na punkty | Coenraad de Villiers | 4            |
| Gaetano De Vescovi | 1            | Łopatki   | Yutaka Kaneko        | 4            |
| Emam Ali Habibi    | 2            | Na punkty | Muhammad Bashir      | 4            |
| Åke Carlsson       | 4            | Łopatki   | Peter Amey           | 9            |
| Douglas Blubaugh   | 0            | Walkower  | Juan Rolón           | 8            |
| Karl Bruggmann     | 5            | Na punkty | Kurt Boese           | 7            |

### Czwarta runda[5]
| Zwycięzca        | Punkty karne | Wynik     | Przegrany            | Punkty karne |
| ---------------- | ------------ | --------- | -------------------- | ------------ |
| Yutaka Kaneko    | 4            | Łopatki   | Martin Heinze        | 9            |
| İsmail Ogan      | 3            | Na punkty | Coenraad de Villiers | 7            |
| Emam Ali Habibi  | 3            | Na punkty | Gaetano De Vescovi   | 4            |
| Douglas Blubaugh | 0            | Łopatki   | Åke Carlsson         | 8            |
| Muhammad Bashir  | 4            | Łopatki   | Karl Bruggmann       | 9            |

### Piąta runda[6]
| Zwycięzca        | Punkty karne | Wynik     | Przegrany          | Punkty karne |
| ---------------- | ------------ | --------- | ------------------ | ------------ |
| İsmail Ogan      | 4            | Na punkty | Yutaka Kaneko      | 7            |
| Muhammad Bashir  | 5            | Na punkty | Gaetano De Vescovi | 7            |
| Douglas Blubaugh | 0            | Łopatki   | Emam Ali Habibi    | 7            |

### Szósta runda[7]
| Zwycięzca        | Wynik     | Przegrany       |
| ---------------- | --------- | --------------- |
| İsmail Ogan      | Na punkty | Muhammad Bashir |
| Douglas Blubaugh | Na punkty | İsmail Ogan     |
| Douglas Blubaugh | Łopatki   | Muhammad Bashir |